# 바투가자흐술탄유수프중학교
바투가자흐술탄유수프중학교(말레이어: SMK Sultan Yussuf)는 말레이시아 페락주 바투가자흐에 위치한 중학교이다. 현재 교장은 하지 사이디 빈 응아흐 압둘 사이드(Haji Saidi Bin Ngah Abd Said)이다.

## 역사
이 학교는 1907년 지역 상인이었던 말라이 퍼루말 필레이(Malai Perumal Pillay)에 의해 창립된 작은 사립 학교였다. 당시 바투가자흐 내에서 부모들에게 아이들이 교육받도록 설득하는 것은 매우 어려운 일이었다. 필레이는 타운 내에서 집집마다 찾아다니며 설득했다. 그리하여 30명의 학생과 타이핑에서 온 3명의 교사를 불렀다. 첫 수업은 그의 집에서 열렸으며, K. 무달리르(K. Mudalir)가 초대 교장이 되었다. 교사들의 임금 등의 비용은 필레이가 받았다.
1908년 바투가자흐 수용소가 구(舊) 수용소 건물에서 나온 건축자재를 학교에 기증한 후 학교를 근처로 옮겼다. 바투가자흐의 주민들은 서로 협동(gotong-royong)을 통해 학교 건물을 지었다. 당시 M.C. 챔피언(M.C. Champion)이 무달리르를 대신할 새 교장으로 임명되었다.
2년 후 학생 수는 80여명으로 증가했다. 1910년 8월 9일 영국령 말라야 정부는 필레이에게 학교 운영권을 자신들에게 넘길 것을 강요했고, 이후 학교는 바투가자흐영어공립학교(Batu Gajah Government English School)로 개명되었다.
제2차 세계대전 후 바투가자흐술탄유수프학교(Batu Gajah Sultan Yussuf School)로 개명되었다.

## 특수 교육
2010년 5월 특수 교육 수업이 개강했다.ref>“Baiduri sumbang lima komputer”. Utusan Malaysia. 2010년 5월 16일. 2012년 10월 2일에 원본 문서에서 보존된 문서. 2011년 6월 19일에 확인함.</ref>

## 지역 센터
이 학교는 지역 교육 이벤트의 장소가 되기도 한다. 일례로 2010년 5월 영어 교사들의 워크샵이 이 곳에서 열렸으며, 2008년 8월 이 곳에서 지역 아동 댄스 챔피언쉽 대회가 열렸다.

## 화제
- 2010년 교육인격상 수상 - J. 타네스와란이 SPM에서 10개의 A를 얻어 이 상을 탔다.[4]

## 주요 동문
- 아즐란 무히부딘 샤흐 - 페락 주의 술탄(1984-2014)[5]
- 제프리 치아흐 - 호주 훈장 사무관, 선웨이 그룹 창립자 및 회장[6]
- N. S. 셀바마니 - 토코흐 구루 크방사안 1997